# Вишнёвка (Крым)
Вишнёвка (до 1948 года Тарха́н укр. Вишнівка, крымскотат. Tarhan, Тархан) — село в Красноперекопском районе Республики Крым, центр Вишнёвского сельского поселения (согласно административно-территориальному делению Украины — Вишнёвского сельского совета Автономной Республики Крым).

## Население
| 2001 | 2014 |
| ---- | ---- |
| 1316 | ↘995 |

Всеукраинская перепись 2001 года показала следующее распределение по носителям языка
| Язык             | Процент |
| ---------------- | ------- |
| украинский       | 44.68   |
| русский          | 41.87   |
| крымскотатарский | 10.11   |
| другие           | 0.16    |

### Динамика численности
| - 1805 год — 172 чел. - 1864 год — 20 чел. - 1892 год — 6 чел. - 1900 год — 9 чел. - 1915 год — 40/16 чел. - 1926 год — 277 чел. | - 1939 год — 636 чел. - 1974 год — 1243 чел. - 1989 год — 669 чел. - 2001 год — 1316 чел. - 2009 год — 1191 чел. - 2014 год — 995 чел. |

## Современное состояние
На 2017 год в Вишнёвке числится 7 улиц; на 2009 год, по данным сельсовета, село занимало площадь 348,2 гектара, на которой в 445 дворах проживало более 1,1 тысячи человек. В селе действуют средняя общеобразовательная школа, детский сад «Вишенка», дом культуры, библиотека, амбулатория общей практики — семейной медицины, православный храм Донской иконы Божией Матери, мусульманский молельный дом, отделение Почты России. Вишнёвка связана автобусным сообщением с райцентром и соседними населёнными пунктами.

## География
Вишнёвка находится в центре района, на перешйке между озёрами Кирлеутское и Киятское, на берегу последнего, высота центра села над уровнем моря — 5 м. Ближайшее село — Крепкое в 1,5 км на юго-запад.
Расположено в 16 километрах (по шоссе) к юго-востоку от города Красноперекопск, от железнодорожной станции Воинка на линии Джанкой — Армянск — примерно в 16 километрах. Транспортное сообщение осуществляется по региональной автодороге 35Н-296 Красноперекопск — Красноармейское (по украинской классификации — С-0-10725).

## История
Первое документальное упоминание села встречается в Камеральном Описании Крыма… 1784 года, судя по которому, в последний период Крымского ханства Тархан входил в Кырп Баул кадылык Перекопского каймаканства. После присоединения Крыма к России (8) 19 апреля 1783 года, (8) 19 февраля 1784 года, именным указом Екатерины II сенату, на территории бывшего Крымского Ханства была образована Таврическая область и деревня была приписана к Перекопскому уезду. После Павловских реформ, с 1796 по 1802 год, входила в Перекопский уезд Новороссийской губернии. По новому административному делению, после создания 8 (20) октября 1802 года Таврической губернии, Тархан был включён в состав Бустерчинской волости Перекопского уезда.
По Ведомости о всех селениях, в Перекопском уезде состоящихх с показанием в которой волости сколько числом дворов и душ… от 21 октября 1805 года, в деревне Тархан числилось 20 дворов, 163 крымских татарина, 6 цыган и 3 ясыров. На военно-топографической карте генерал-майора Мухина 1817 года деревня Таркан обозначена с 23 дворами. После реформы волостного деления 1829 года Тархан, согласно «Ведомости о казённых волостях Таврической губернии 1829 года», передали в состав Ишуньской волости (переименованной из Бустерчинской). На карте 1836 года в деревне 29 дворов, как и на карте 1842 года.
В 1860-х годах, после земской реформы Александра II, деревню приписали к Ишуньской волости. В «Списке населённых мест Таврической губернии по сведениям 1864 года», составленном по результатам VIII ревизии 1864 года, Тархан — владельческая деревня с 2 дворами и 20 жителями при колодцах. Согласно «Памятной книжке Таврической губернии за 1867 год», деревня была покинута жителями в 1860—1864 годах, в результате эмиграции крымских татар, особенно массовой после Крымской войны 1853—1856 годов, в Турцию и оставалась в развалинах. На трехверстовой карте 1865—1876 года на месте деревни Тархан обозначен трактир и господский двор.
После земской реформы 1890 года Тархан отнесли к Воинской волости. Согласно «…Памятной книжке Таврической губернии на 1892 год», в деревне Тархан, составлявшей Тарханское сельское общество, было 6 жителей, домохозяйств не имеющих. По «…Памятной книжке Таврической губернии на 1900 год» в деревне Тархан числилось 9 жителей в 4 дворах. По Статистическому справочнику Таврической губернии. Ч.II-я. Статистический очерк, выпуск пятый Перекопский уезд, 1915 год, в Воинской волости Перекопского уезда числились экономия Тархан (Тимошина) — 2 двора, 18 человек приписных жителей и 16 «посторонних» и одноимённый хутор (на земле Гинзбурга, арендованной Тимошиным) — также 2 двора и 22 человека приписных жителей, все русские, якобы основанный двумя семьями из села Раденск Днепровского уезда (сейчас — в Херсонской области). В 1917 году было уже 12 дворов.
После установления в Крыму Советской власти, по постановлению Крымревкома от 8 января 1921 года № 206 «Об изменении административных границ» была упразднена волостная система, Перекопский уезд переименовали в Джанкойский, в котором был образован Ишуньский район, в состав которого включили село, а в 1922 году уезды получили название округов. 11 октября 1923 года, согласно постановлению ВЦИК, в административное деление Крымской АССР были внесены изменения, в результате которых округа были отменены, Ишуньский район упразднён и село вошло в состав Джанкойского района. Согласно Списку населённых пунктов Крымской АССР по Всесоюзной переписи 17 декабря 1926 года, в селе Тархан (русский), центре упразднённого к 1940 году Тарханского сельсовета Джанкойского района, числился 61 двор, из них 57 крестьянских, население составляло 277 человека, из них 266 украинцев и 11 русских, действовала русская школа. Постановлением ВЦИК от 30 октября 1930 года был восстановлен Ишуньский район и село, вместе с сельсоветом, включили в его состав. В том же году был образован колхоз «Заветы Ильича» (просуществовавший до 1964 года, когда он был реорганизован в совхоз «Днепровский»). Постановлением Центрального исполнительного комитета Крымской АССР от 26 января 1938 года Ишуньский район был ликвидирован и создан Красноперекопский район с центром в поселке Армянск (по другим данным 22 февраля 1937 года). По данным всесоюзная перепись населения 1939 года в селе проживало 636 человек.

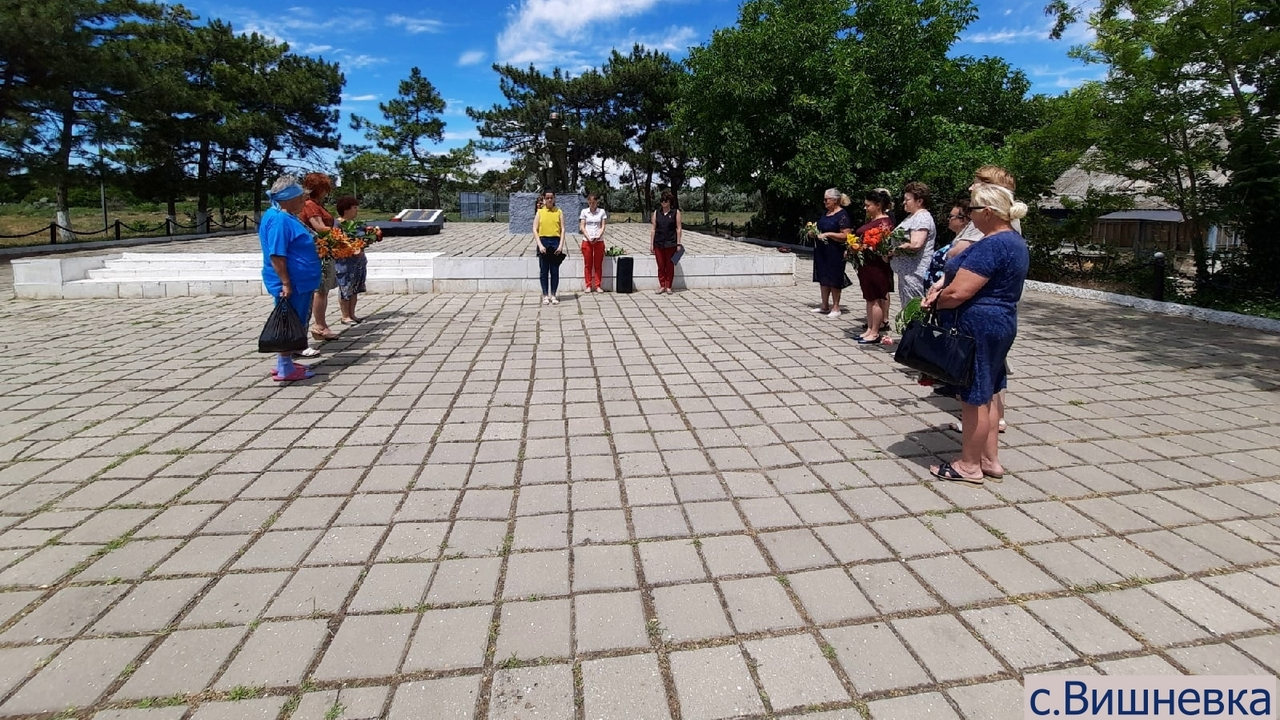
Акция памяти у мемориала

В годы Великой Отечественной войны, во время освобождения Крыма в апреле 1944 года, в бою за село

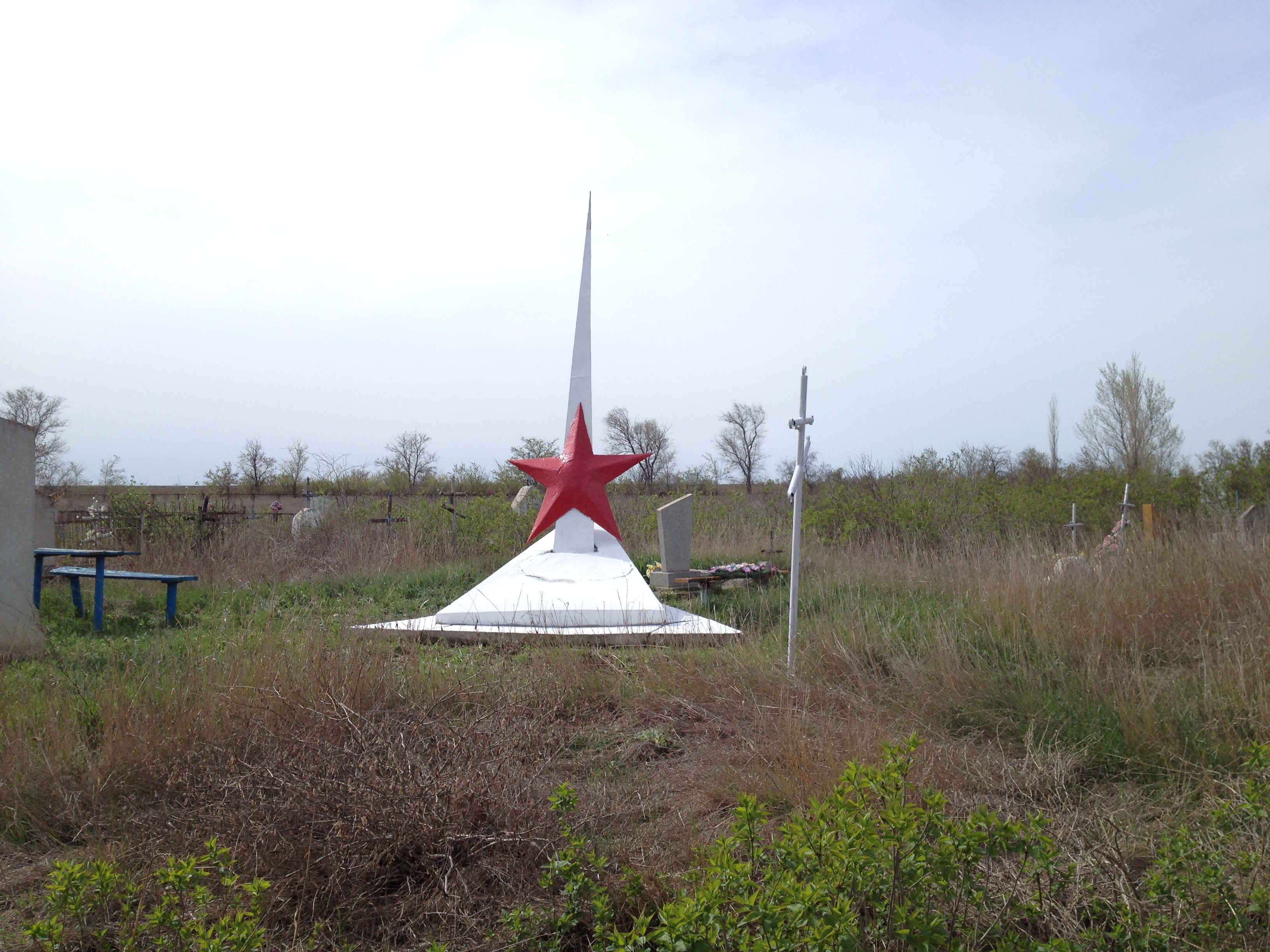
Могила неизвестного советского воина, сельское кладбище

погиб воин, предположительно, из 1-го гвардейского или 63-го стрелкового корпуса 51-й армии. Павший был похоронен на сельском кладбище, в 1950-х годах на могиле установили памятник. На фронтах Отечественной войны сражались 48 жителей села, 37 из них погибли, 11 награждены орденами и медалями СССР. В их честь в 1984 году в центре села установлен памятный знак, работы скульптора С. С. Карташева. Постановлением Совета министров Республики Крым № 627 от 20 декабря 2016 года оба памятника отнесены к категории объектов культурно-исторического наследия России регионального значения.
С 25 июня 1946 года Тархан в составе Крымской области РСФСР. Указом Президиума Верховного Совета РСФСР от 18 мая 1948 года, Тархан переименовали в Вишнёвку. 12 августа 1944 года было принято постановление № ГОКО-6372с «О переселении колхозников в районы Крыма», по которому из областей Украинской ССР в район переселялись семьи колхозников. 26 апреля 1954 года Крымская область была передана из состава РСФСР в состав УССР. Время воссоздания сельсовета пока не установлено: на 15 июня 1960 года он уже существовал. В 1964 году колхоз «Заветы Ильича» реорганизован в совхоз «Днепровский». На 1974 год в Вишнёвке числилось 1243 жителя, по данным переписи 1989 года в селе проживало 669 человек. С 12 февраля 1991 года село в восстановленной Крымской АССР, 26 февраля 1992 года переименованной в Автономную Республику Крым. С 21 марта 2014 года в составе Крыма аннексирована Россией.